# Ruta 15 (Chile)
Die Ruta 15 (kurz CH-15) ist eine Internationalstraße in der Región de Tarapacá im großen Norden Chiles. In ihrem Verlauf auf 162,5 km verbindet sie die Ruta 5, Huara und Iquique mit dem Grenzpass Paso Colchane-Pisiga. Dieser Pass liegt östlich von Colchane, an der Grenze zu Bolivien.
Die Landstraße beginnt in Huara an der Kreuzung mit der Ruta 5 und endet im genannten Grenzpass, von wo aus man auf der bolivianischen Ruta 12 weiter nach Oruro und La Paz reisen kann. 1 km vor der Grenze befindet sich die Zollkontrolle.
Außer ihrer touristischen Bedeutung zum Nationalpark Volcán Isluga ist die Straße als teuerste Straße Chiles bekannt, aufgrund der hohen Investitionen, die für Reparaturen gemacht wurden, sowie einiger Abschnitte mit gefährlichen Kurven. Sie wurde in den 1980er Jahren erbaut.

## Städte und Ortschaften
Die Städte, Dörfer und Siedlungen entlang des Abschnitte von Westen nach Osten sind:
 Región de Tarapacá 
- Länge: 162 (km 0 bis 162).
- Provincia del Tamarugal: Huara und Polizeikontrolle (km 0), Anschluss an Huarasiña und San Lorenzo de Tarapacá (km 23), Anschluss an Pachica (km 33), Anschluss an Mocha (km 56), Anschluss an Usmagama (km 68), Aussichtspunkt Alto Chusmiza (km 72), Anschluss an Chusmiza (km 74), Aussichtspunkt Chusmiza (km 81), Posada Huanca (km 117), Quebe (km 129), Anschluss an Escapiña (km 155), Anschluss an Cotasaya und Pisiga Choque (km 155), Anschluss an Isluga (km 156), Central Citani (km 158), Colchane (km 161), Pisiga Carpa (km 162).

## Ernennung zur Internationalstraße
Am 20. April 2007 hat der damalige Minister des MOP unter der Regierung von Michelle Bachelet, Eduardo Bitrán, das Protokoll für die umfassenden Verbesserungsarbeiten an der Ruta unterzeichnet und ihr dabei gleichzeitig den Status einer Internationalstraße verliehen. Sie trägt seitdem den Namen Ruta 15-CH (zuvor war sie die Regionalstraße A-55). Seitdem ist sie auch Teil der Achse Iquique-Oruro, deren offizielle Funktion im Jahre 2007 durch das Dekret Nº 126 ratifiziert wurde.